# 田奈站
田奈站（日语：／ Tana eki */?）是一個位於神奈川縣橫濱市青葉區田奈町，屬於東急電鐵田園都市線的鐵路車站。車站編號是DT21。

## 年表
- 1966年（昭和41年）4月1日 - 車站啟用。[2]

## 構造
本站為側式月台2面2線高架車站。檢票口與月台之間有電梯連通。廁所在1樓付費區內。
| 月台 | 路線       | 方向 | 目的地                                              |
| ---- | ---------- | ---- | --------------------------------------------------- |
| 1    | 田園都市線 | 下行 | 長津田、中央林間方向                                |
| 2    | 田園都市線 | 上行 | 二子玉川、澀谷、半藏門線 押上、 伊勢崎線 春日部方向 |

（來源：東急電鐵:車站構內圖 （页面存档备份，存于））

## 利用狀況
2016年度1日平均上下車人次為11,386人。
近年1日平均上下、上車人次推移如下表。
| 年度               | 1日平均 上下車人次 | 1日平均 上車人次 | 來源     |
| ------------------ | ------------------ | ---------------- | -------- |
| 1980年（昭和55年） |                    | 3,219            |          |
| 1981年（昭和56年） |                    | 3,356            |          |
| 1982年（昭和57年） |                    | 3,260            |          |
| 1983年（昭和58年） |                    | 3,246            |          |
| 1984年（昭和59年） |                    | 3,288            |          |
| 1985年（昭和60年） |                    | 3,562            |          |
| 1986年（昭和61年） |                    | 3,866            |          |
| 1987年（昭和62年） |                    | 4,019            |          |
| 1988年（昭和63年） |                    | 4,227            |          |
| 1989年（平成元年） |                    | 4,433            |          |
| 1990年（平成02年） |                    | 4,647            |          |
| 1991年（平成03年） |                    | 4,730            |          |
| 1992年（平成04年） |                    | 4,614            |          |
| 1993年（平成05年） |                    | 4,654            |          |
| 1994年（平成06年） |                    | 4,576            |          |
| 1995年（平成07年） |                    | 4,538            | [ * 1 ]  |
| 1996年（平成08年） |                    | 4,521            |          |
| 1997年（平成09年） |                    | 4,559            |          |
| 1998年（平成10年） |                    | 4,893            | [ * 2 ]  |
| 1999年（平成11年） |                    | 5,088            | [ * 3 ]  |
| 2000年（平成12年） |                    | 4,948            | [ * 3 ]  |
| 2001年（平成13年） |                    | 4,937            | [ * 4 ]  |
| 2002年（平成14年） | 10,855             | 5,105            | [ * 5 ]  |
| 2003年（平成15年） | 10,927             | 5,213            | [ * 6 ]  |
| 2004年（平成16年） | 10,255             | 5,297            | [ * 7 ]  |
| 2005年（平成17年） | 10,533             | 5,433            | [ * 8 ]  |
| 2006年（平成18年） | 10,901             | 5,608            | [ * 9 ]  |
| 2007年（平成19年） | 11,176             | 5,770            | [ * 10 ] |
| 2008年（平成20年） | 10,912             | 5,630            | [ * 11 ] |
| 2009年（平成21年） | 10,852             | 5,552            | [ * 12 ] |
| 2010年（平成22年） | 10,951             | 5,604            | [ * 13 ] |
| 2011年（平成23年） | 11,066             | 5,657            | [ * 14 ] |
| 2012年（平成24年） | 11,257             | 5,746            | [ * 15 ] |
| 2013年（平成25年） | 11,405             | 5,820            | [ * 16 ] |
| 2014年（平成26年） | 11,370             | 5,789            | [ * 17 ] |
| 2015年（平成27年） | 11,310             | 5,762            |          |
| 2016年（平成28年） | 11,386             |                  |          |

## 周邊
神奈川縣道、東京都道140號川崎町田線與田園都市線在本站直角交會。周邊仍保有大量農地尚未開發。
川崎町田線通過田園都市線後在車站南方與國道246號交會，並可經國道246號至橫濱青葉交流道接東名高速道路。川崎町田線往北則連接津久井道等道路，因此站前交通量大。從本站搭乘路線巴士可前往奈良北團地、町田站方向與青葉台站、十日市場站、中山站方向。
- 青葉區民交流中心 (田奈Station)
  - 橫濱市青葉國際交流Lounge
- 田奈變電所
- 東急store（日语：東急ストア）
- 田奈站前郵便局
- 真言宗萬福寺
- 神鳥前川神社
- 橫濱市立田奈小学校（日语：横浜市立田奈小学校）
- 橫濱市立田奈中学校（日语：横浜市立田奈中学校）
- 田園都市幼稚園
- FOOD ONE（日语：三和）田奈店
- JA橫濱田奈（日语：田奈農業協同組合）本所

### 巴士路線
田奈站 - 橫濱市營巴士、神奈川中央交通東、東急巴士
- 西向
  - <23> 奈良北團地（日语：奈良北団地）折返場（經兒童國（日语：こどもの国 (横浜市)）入口）（市營）
  - 茜台（日语：あかね台 (横浜市)）（東急）※出入庫線、1日1班
  - <町70> 町田巴士中心（日语：町田バスセンター）（經鞍掛）（神奈中東）※假日1班
  - <町73> 町田巴士中心（經鞍掛）（神奈中東）※平日1班
- 東向
  - <23> 十日市場站（經稻荷前）（市營）
  - <町73> 青葉台站（經稲荷前）（神奈中東）※平日1班
  - <23> 中山站前（經長津田站、十日市場站）（市營）

## 名稱由來
1960年取得執照時的暫定名稱為「恩田」，取自當時地名。1965年9月常務會正式定名為「田奈」。東急表示由於設站預定地與青葉台站都屬於恩田町，因此決定改名。另外現在東急兒童國線亦有恩田站。
「田奈」源自於由舊恩「田」村、舊長津「田」村的與舊「奈」良村合併成立的田奈村。

## 相鄰車站
東急電鐵
 田園都市線
■急行、■準急
通過
■各站停車
青葉台（DT20）－田奈（DT21）－長津田（DT22）

## 延伸閱讀
- 宮田道一. . JTBパブリッシング. 2008-09-01. ISBN 9784533071669.

## 外部連結
- 田奈（各站資訊） - 東急電鐵（日語）